# Plagodis excisa
Plagodis excisa är en fjärilsart som beskrevs av Eugen Wehrli 1938. Plagodis excisa ingår i släktet Plagodis och familjen mätare. Inga underarter finns listade i Catalogue of Life.